# Kanderviadukt
Das Kanderviadukt ist eine Eisenbahnbrücke auf der Lötschberg-Bergstrecke in der Gemeinde Frutigen im Schweizer Kanton Bern, die als Viadukt das Tal der Kander überspannt. Die Bogenbrücke stammt aus dem Jahr 1913. 1982 wurde im Zuge des zweigleisigen Ausbaus der Lötschbergbahn daneben ein zweites Bauwerk als Balkenbrücke gebaut. Die beiden Viadukte mit der Bezeichnung Kanderviadukt I und II befinden sich direkt nach der Abzweigung zum Lötschberg-Basistunnel. Sie sind beide für eine Höchstgeschwindigkeit von 80 km/h ausgelegt.

## Alte Brücke
Die alte Brücke ist eine Naturstein-Bogenbrücke mit oben liegender Fahrbahn. Sie besteht aus zehn Bögen mit einer Weite von 20 m und einem Bogen über dem Fluss Kander mit einer Öffnung von 25 m. Als Baumaterial wurde Bruchstein aus der Umgebung verwendet. Die Mauerkrone besteht aus Granitplatten, darauf befindet sich der Schottertrog mit dem Gleis. Die Strecke war von Beginn an elektrifiziert. Mit einem Aufwand von 2,5 Mio. Franken wurde die Brücke 2017 grundlegend saniert. Das Bauwerk ist ein beliebtes Fotomotiv, es zählt zu den schützenswerten Bauwerken des Kantons Bern.

## Neue Brücke
Von 1976 bis 1992 wurden die beiden Rampen zum Lötschbergtunnel doppelspurig ausgebaut. Beim Kanderviadukt entschied man sich für ein eigenständiges Bauwerk für das zweite Gleis und nicht für eine Verbreiterung der bestehenden Brücke. Das neue Viadukt ist eine Hohlkastenbrücke aus Stahlbeton, es steht 15 Meter Achsabstand in nördlicher Richtung parallel neben der alten Brücke. Mit 285 m ist sie etwas länger als die alte Brücke. Aus optischen Gründen stehen die Stützpfeiler in gleichen Abständen wie die Bogenpfeiler des alten Viadukts. Die zweite Brücke wurde 1982 fertiggestellt. Wie die alte Brücke befindet sich auch die neue Brücke auf der Liste der schützenswerten Baudenkmäler.